# Borrby strand

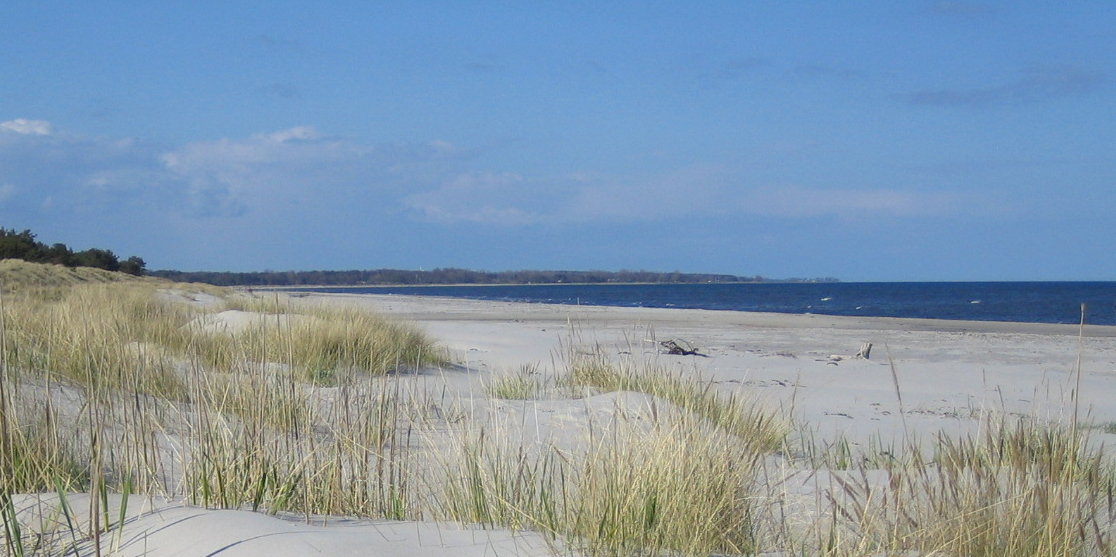
Borrby strand

Borrby strand är en ort i Borrby socken i Simrishamns kommun med milsvid sandstrand 5 km söder om Borrby samhälle. Klara dagar kan man urskilja hus och höjder på Bornholm vid horisonten. Badet utgör förlängningen av naturreservatet Sandhammarens strand.